# Diocesi di Mades
La diocesi di Mades (in latino Dioecesis Madensis) è una sede soppressa e sede titolare della Chiesa cattolica.

## Storia
Mades, identificabile con l'oasi di Midès nel sud-ovest dell'odierna Tunisia al confine con l'Algeria, è un'antica sede episcopale della provincia romana di Numidia.
Unico vescovo noto di questa diocesi africana è Pietro, il cui nome appare al 37º posto nella lista dei vescovi della Numidia convocati a Cartagine dal re vandalo Unerico nel 484; Pietro, come tutti gli altri vescovi cattolici africani, fu condannato all'esilio.
Dal 1933 Mades è annoverata tra le sedi vescovili titolari della Chiesa cattolica; dal 22 ottobre 2007 il vescovo titolare è Valentín Reynoso Hidalgo, già vescovo ausiliare di Santiago de los Caballeros.

## Cronotassi

### Vescovi residenti
- Pietro † (menzionato nel 484)

### Vescovi titolari
- Antoine-Hubert Grauls, M.Afr. † (23 dicembre 1936 - 10 novembre 1959 nominato arcivescovo di Gitega)
- Miguel Paternain, C.SS.R. † (27 febbraio 1960 - 21 settembre 1960 nominato arcivescovo titolare di Acrida)
- Geraldo Claudio Luiz Micheletto Pellanda, C.P. † (9 novembre 1960 - 20 marzo 1965 succeduto vescovo di Ponta Grossa)
- José Germán Benavides Morriberón † (30 novembre 1968 - 19 marzo 1976 dimesso)
- Joseph Phan Thế Hinh † (14 aprile 1976 - 14 novembre 1985 succeduto vescovo di Hưng Hóa)
- Antonio Moreno Casamitjana † (22 aprile 1986 - 14 ottobre 1989 nominato arcivescovo di Concepción)
- Rafael Llano Cifuentes † (4 aprile 1990 - 12 maggio 2004 nominato vescovo di Nova Friburgo)
- José de Lanza Neto (23 giugno 2004 - 13 giugno 2007 nominato vescovo di Guaxupé)
- Valentín Reynoso Hidalgo, M.S.C., dal 22 ottobre 2007